# Kochi Water Metro

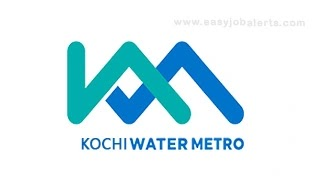
Logo der Kochi Water Metro

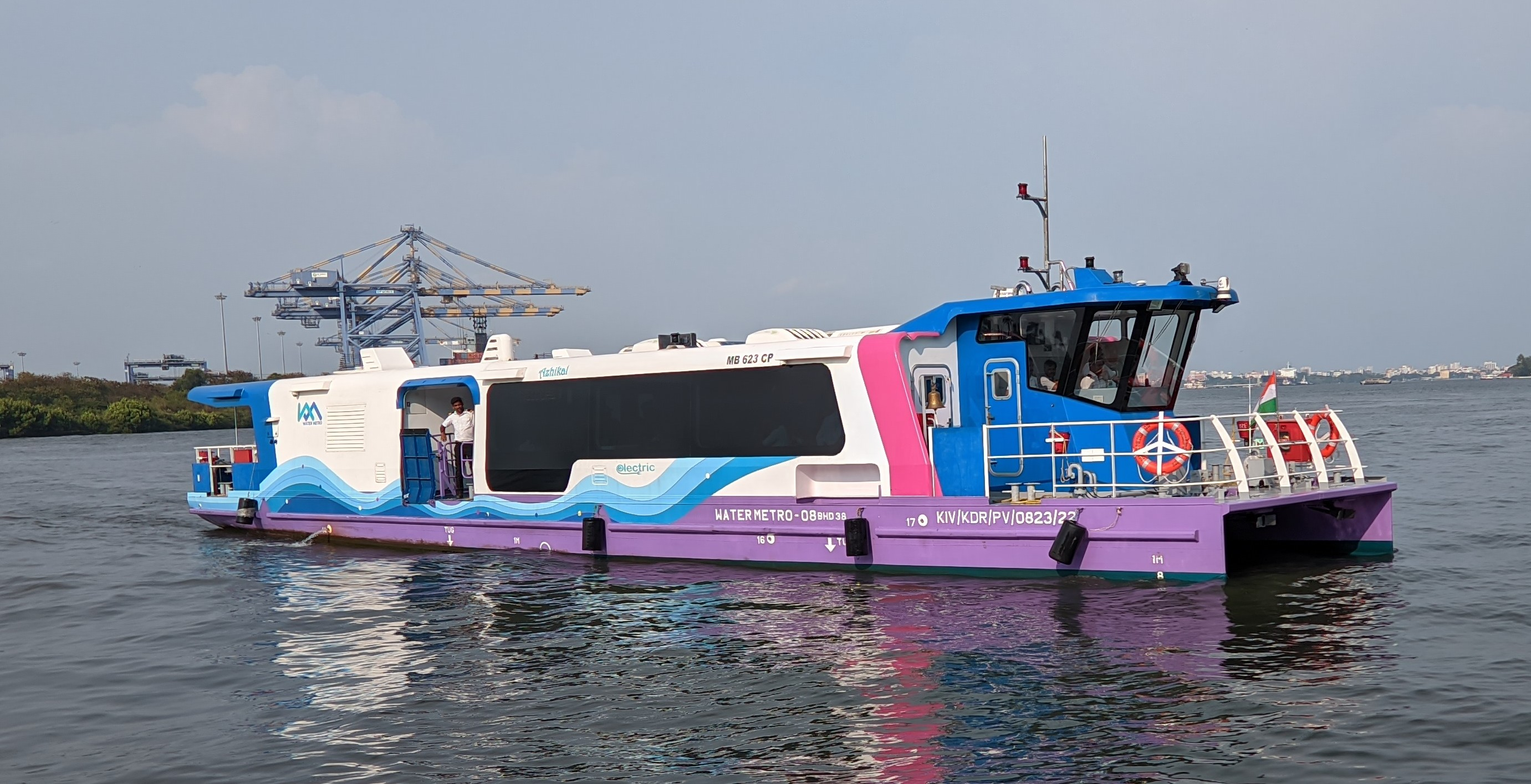
Fähre der Kochi Water Metro

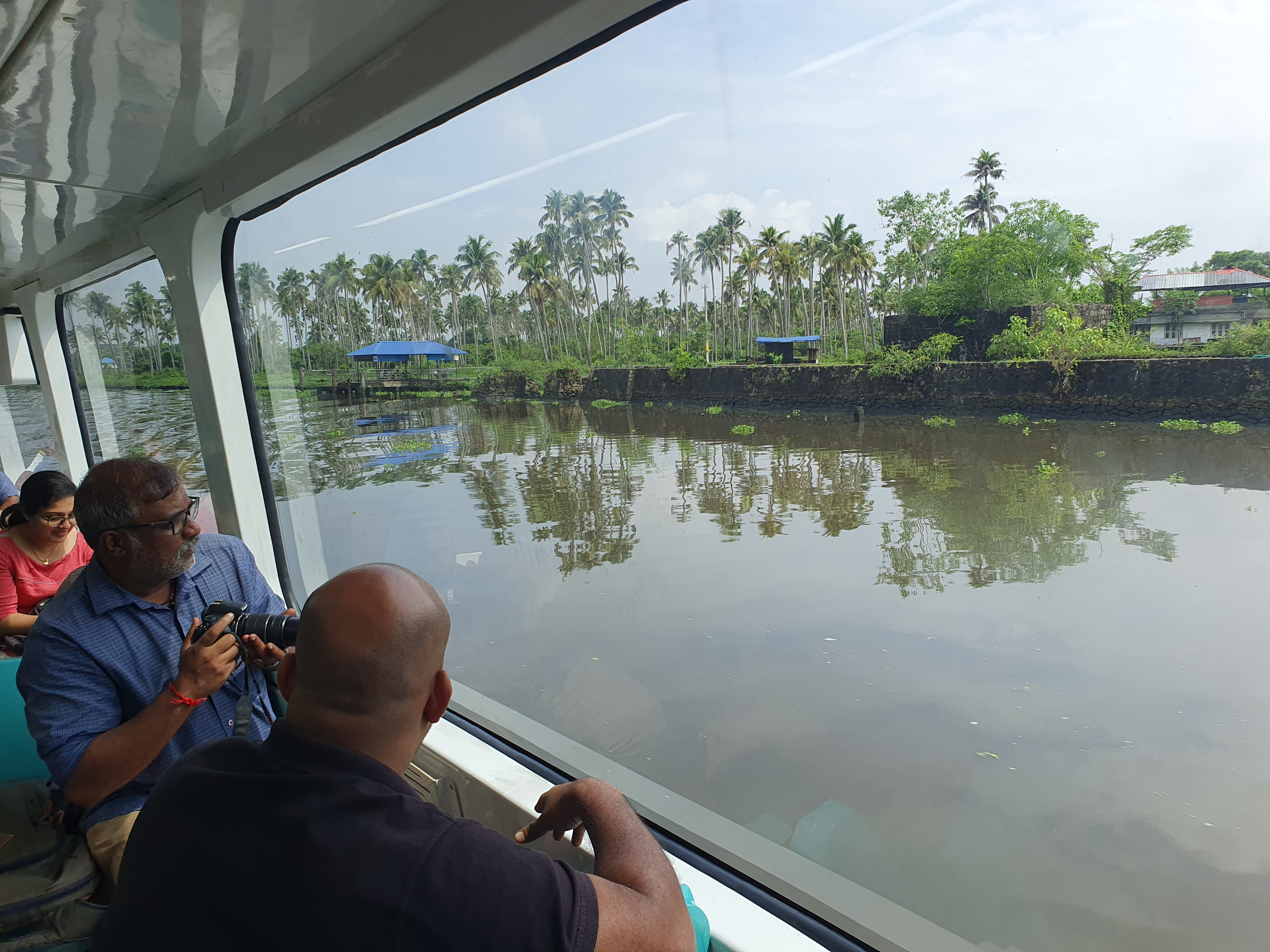
Blick auf die Flusslandschaft von einer Fähre aus

Die Kochi Water Metro (kurz KWM) ist ein integriertes Fähren-Transportsystem, das die Metropolregion Kochi in Kerala, Indien, bedient. Es ist das erste System einer „Water Metro“ in Indien und das erste integrierte Wassertransportsystem dieser Größe in Asien. Die Kochi Water Metro verbindet die zehn auf Inseln gelegenen Gemeinden von Kochi mit dem auf dem Festland gelegenen Stadtteil Ernakulam. Für das gesamte Fährsystem wird eine Flotte von 78 batteriebetriebenen Elektro-Hybridbooten geplant, die auf 15 Routen mit 38 Terminals verkehren sollen. Das gesamte Netz wird 76 Kilometer umfassen. Die Kochi Water Metro ist in das U-Bahn-System von Kochi integriert und dient als sein Zubringerdienst für die Vororte Kochis, die entlang der Flüsse liegen, wo die Verkehrsanbindung ansonsten begrenzt ist.
Die Bauarbeiten an der KWM begannen im Jahr 2016 und die erste Strecke zwischen Vyttila und InfoPark wurde im Februar 2021 von Chief Minister Pinarayi Vijayan eingeweiht. Am 25. April 2023 eröffnete Premierminister Narendra Modi das erste Teilnetz offiziell für Passagiere. Die bis 2035 prognostizierte tägliche Zahl von Fahrgästen liegt bei 150.000 Passagieren. Die Kochi Water Metro wird möglicherweise das größte Transportsystem mit Elektrobooten weltweit darstellen.

## Überblick

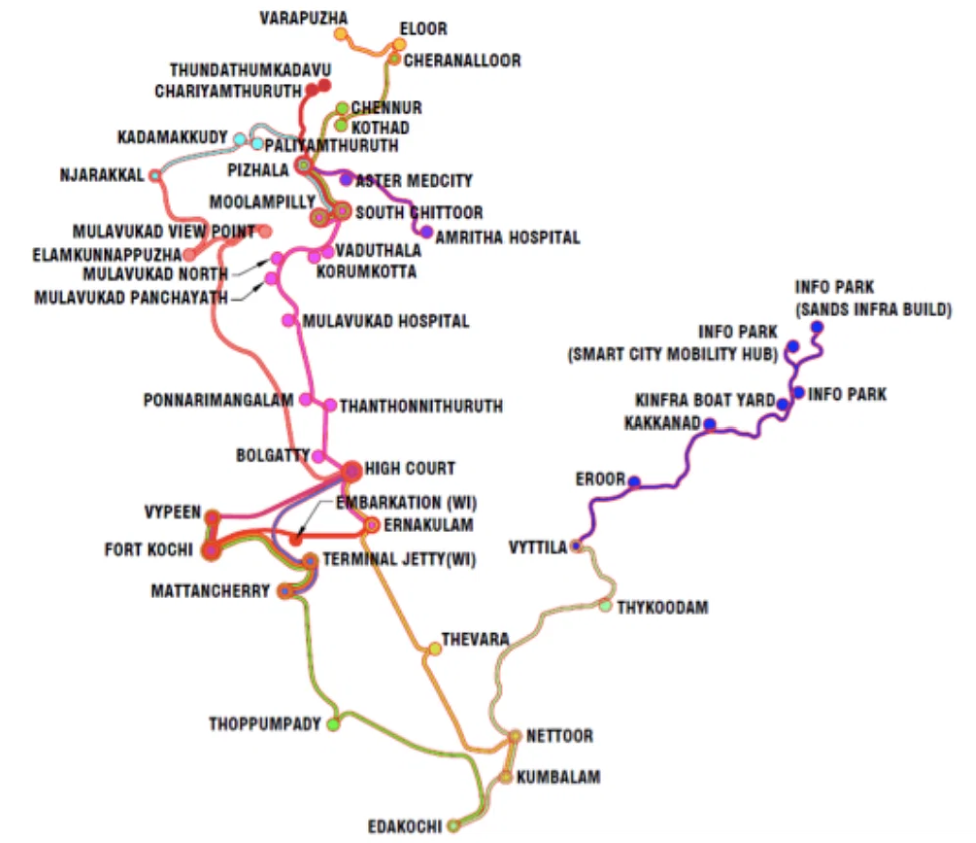
Netzplan der Kochi Water Metro

Für das Projekt wurden zwei Varianten Modernisierungmodernisierter, klimatisierter und Wlan-fähiger Katamaran-Passagierboote vorgeschlagen. Die Boote mit Elektroantrieb haben eine Passagierkapazität von 50 und 100 Passagieren und fahren mit einer optimalen Geschwindigkeit von etwa 15 km/h, mit der Möglichkeit, die Geschwindigkeit auf bis zu 22 km/h zu steigern. Die Boote sind mit aktuellen Sicherheits- und Kommunikationsgeräten ausgestattet. In schmalen Gewässerabschnitten verkehren kleine batteriebetriebene Boote. Die Fähren verkehren auf den verschiedenen Strecken in 10- und 20-Minuten-Abständen. Die Anlegestellen sollen über schwimmende Pontonbrücken mit automatischer Andocksystemtechnologie verfügen. Die Pontonbrücken sollen mit ausziehbaren Überdachungen ausgestattet werden, um während der Regenzeit Komfort zu bieten.
Als Teil der Infrastruktur werden auch ein intelligentes Navigationssystem und ein Operation Control Center (OCC) vorgeschlagen, die in das intelligente Verkehrssystem der Stadt Kochi integriert werden sollen. Das von der Metro Kochi eingeführte automatische Fahrgeldeinzugssystem wird auf das Wassertransportsystem ausgeweitet, womit die Fahrt mit der U-Bahn und der Fähre mit demselben Ticket ermöglicht wird.
Neben der Einrichtung der Fährverbindungen sieht das Projekt Kochi Water Metro auch die Entwicklung neuer und bestehender Zufahrtsstraßen zu Anlegestellen und Inseln vor. Außerdem sollen zwei Werften in Thevara und Pizhala gebaut werden. Das Projekt zielt auch darauf ab, die Lebensbedingungen in den Gebieten entlang der Backwaters und auf den Inseln in Kochi zu verbessern. Im Rahmen des Projekts soll auch der Tourismus gefördert werden. Der Cochin Shipyard, eine Werft in Kochi, lieferte im Januar 2022 die erste von 23 Elektrofähren aus.
Die Phase 1 (das erste Teilnetz) der Kochi Water Metro besteht aus drei Linien. Eine dieser Linien, die von Vytilla zum InfoPark verläuft, wurde am 15. Februar 2021 eingeweiht. Die Linie Vypin – High Court wurde am 26. April 2023 in Betrieb genommen, die Linie Vyttila–Kakkanad am darauffolgenden Tag. Die Phase 1 wird voraussichtlich im Jahr 2024 vollständig in Betrieb sein und dann täglich 34.000 Passagiere befördern. Bis 2035 soll das gesamte System der Kochi Water Metro eine tägliche Fahrgastzahl von 150.000 Personen erreichen. Es wird erwartet, dass sich die jährlichen Kohlenstoffdioxidemissionen um 44.000 Tonnen verringern, sobald das Fährsystem vollständig in Betrieb ist.

## Routen und Terminals

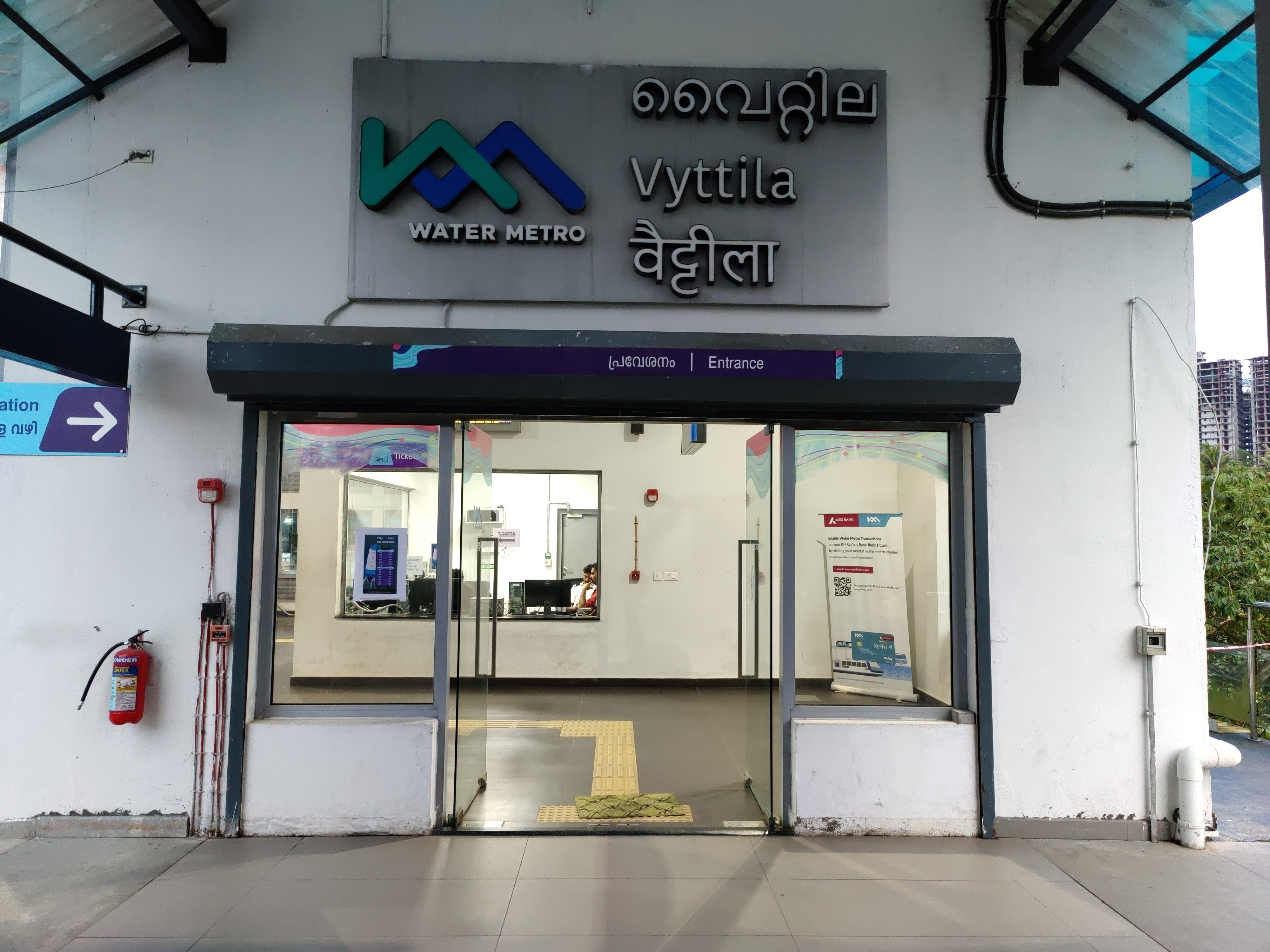
Eingang eines Terminals

Kochi ist größtenteils von den Backwaters, einem verzweigten Netz von hunderten miteinander verbundenen Wasserstraßen, umgeben und grenzt an das Arabische Meer. Durch die Backwaters entsteht die Möglichkeit, als öffentliches Verkehrssystem gut zugängliche und umweltfreundliche Fähren zu nutzen. Durch die Kochi Water Metro soll die unzureichende Anbindung der Bewohner der Inseln Willington, Kumbalam Vypeen, Edakochi, Nettoor, Vyttila, Eloor, Kakkanad und Mulavukad aufgelöst werden. Die erste Phase des Fährsystems nutzt acht Elektro-Hybridboote auf zwei Strecken:
- High Court – Vypin
- Vyttila – Kakkanad

Diese Stationen sind aktuell (Phase 1) die einzigen bedienten Haltepunkte.

## Finanzierung
Die Gesamtkosten des Projekts Kochi Water Metro belaufen sich auf 1.137 crore ₹ (140 Millionen US-Dollar). Die deutsche Förderbank KfW wird 85 Millionen Euro als langfristiges zinsgünstiges Darlehen bereitstellen. Die Regierung von Kerala beteiligt sich mit 102 crore ₹ (13 Millionen US-Dollar).

## Betrieb
Das Kochi Water Metro-System wird von der Kochi Water Metro Limited betrieben, eine Zweckgesellschaft, die sich zu 74 Prozent im Besitz der Regierung von Kerala und zu 26 Prozent im Besitz der Kochi Metro Rail Limited (KMRL) befindet.
In der ersten Phase werden die Fähren von 7 Uhr morgens bis 20 Uhr abends fahren. Der Takt liegt in der Hauptverkehrszeit bei 15 Minuten.

### Ticketpreise
Der Mindestfahrpreis der Kochi Water Metro beträgt 20 indische Rupien und der Höchstfahrpreis beträgt 40 Rupien. Eine Wochenkarte ist für 180 Rupien erhältlich, während die Monatskarte 600 Rupien und die Vierteljahreskarte 1500 Rupien kostet. Fahrkarten können an Ticketschaltern in den Terminals erworben werden. Der Zugang zur Water Metro ist ebenfalls mit der Kochi Metro One-Karte möglich. Darüber hinaus kann über die Kochi One-App ein mobiler QR-Code für den Reiseantritt gebucht werden.

## Infrastruktur

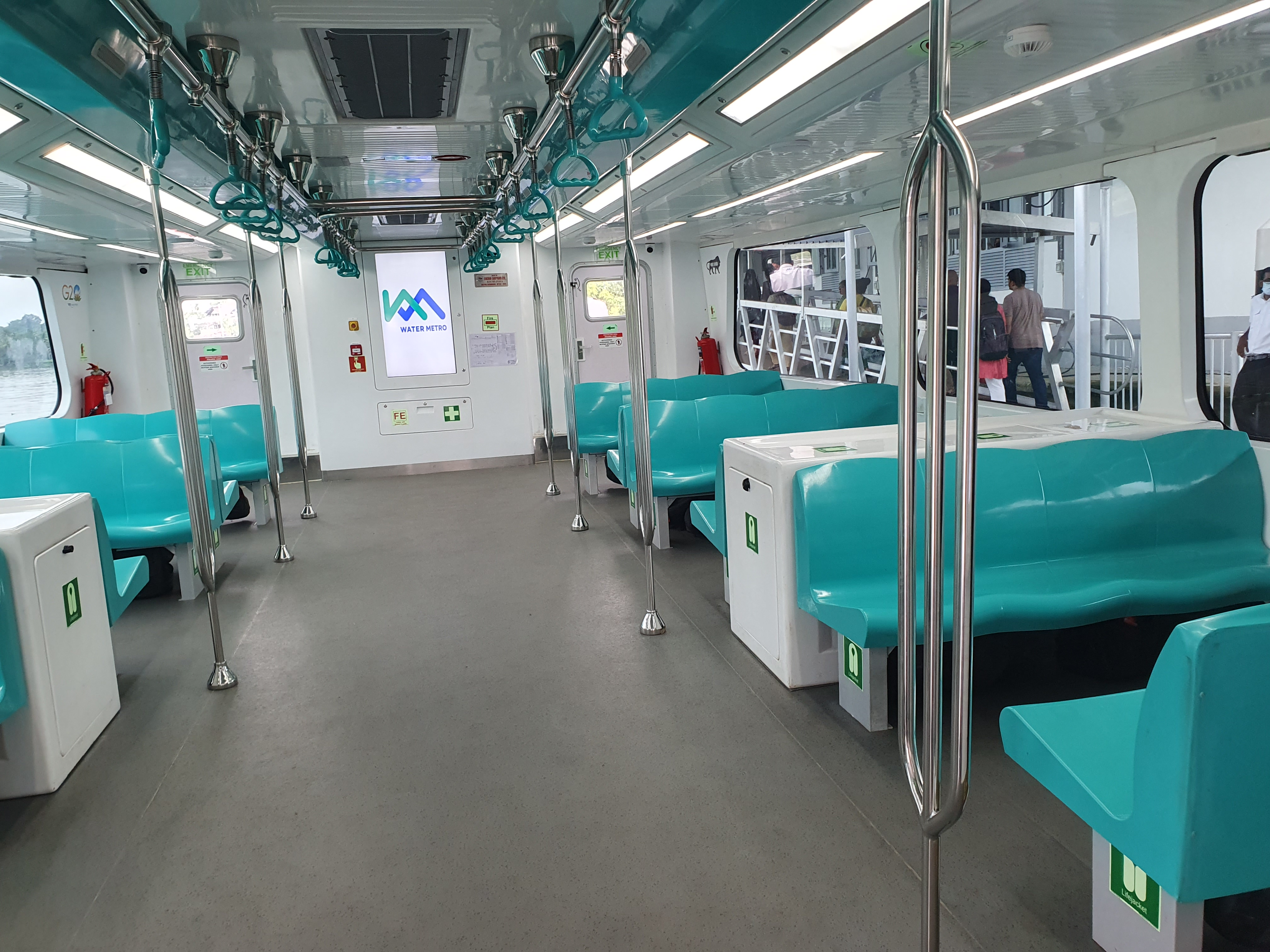
Innenraum einer Kochi Water Metro-Fähre

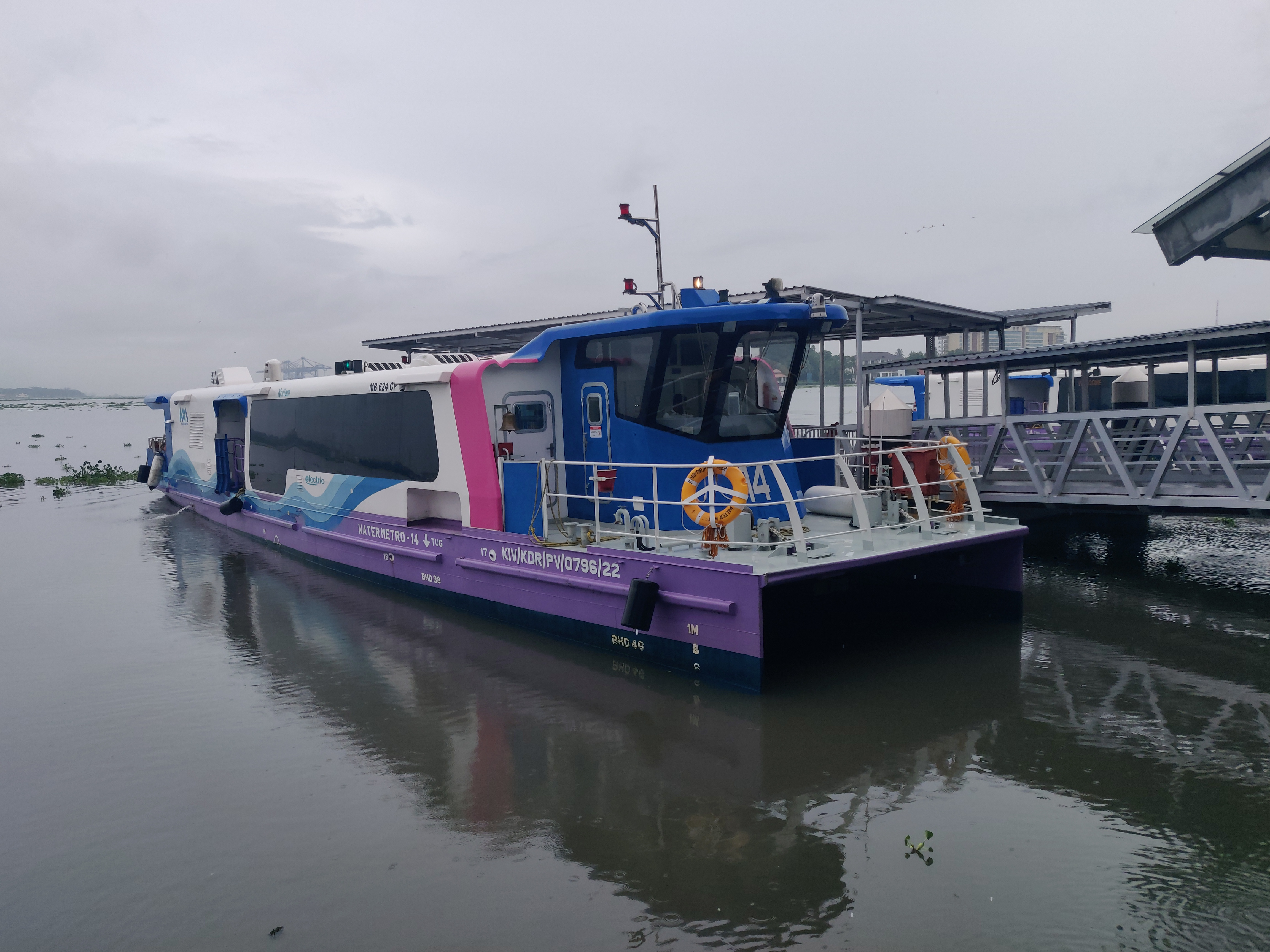
Eine Fähre der Kochi Water Metro an einer Anlegestelle

Für die Kochi Water Metro werden zwei Arten von Booten eingesetzt, die jeweils 50 beziehungsweise 100 Passagiere gleichzeitig befördern können. Die Boote und Terminals sind vollständig barrierefrei gestaltet. Die Fähren der Kochi Water Metro sind Elektro-Hybridboote, die sowohl im Batterie- als auch im Hybridmodus betrieben werden können. Im Notfall können die Boote mit einem Dieselgenerator angetrieben werden. Die Kochi Water Metro ist weltweit das erste Fährsystem, welches über ein in diesem Maße umfangreichen Netzwerk batteriebetriebener Boote verfügt. Die Fähren sind mit einem Lithiumtitanat-Akkumulatoren ausgestattet, der sehr schnell aufgeladen werden kann und hohe Sicherheitsstandards erfüllt. Das Aufladen dauert 10 bis 15 Minuten und muss für den Ein- und Ausstieg von Fahrgästen nicht unterbrochen werden. Im Batteriemodus erreichen die Fähren eine Geschwindigkeit von 8 Knoten, im Hybridmodus 10 Knoten.
Vom Betriebskontrollzentrum an der Station Vyttila aus können die Bewegungen der Boote automatisch überwacht werden. Zur Unterstützung der Bootsführer bei Nachtfahrten ist außerdem eine Wärmebildkamera vorhanden. Die Fähren sind darüber hinaus mit Radargeräten ausgestattet. Es wird ein automatisches Passagierzählsystem verwendet, um eine Überladung mit Fahrgästen über die Maximalkapazität hinaus zu verhindern. Die schwimmenden Pontonbrücken bleiben bei Flut und Ebbe auf gleicher Höhe mit den Booten. Im Falle eines Unfalls können spezielle Rettungsboote der Kochi Water Metro innerhalb von 10 Minuten mit Rettungseinsätzen beginnen.

## Internationale Reaktionen
Im November 2022 besuchten Beamte der Internationalen Seeschifffahrts-Organisation Kochi im Rahmen ihres Green Voyage 2050-Projekts und lobten das Projekt Kochi Water Metro für seine einzigartigen Initiativen. „Der Zweck unseres Besuchs besteht darin, mehr über die beeindruckende Errungenschaft Keralas in Bezug auf die Water Metro zu erfahren, einer bahnbrechenden Initiative für nachhaltigen städtischen Wassertransport, und anderen auf der ganzen Welt zu zeigen, dass es möglich ist, wirtschaftliche Rentabilität, ökologische Nachhaltigkeit und gesellschaftliche Auswirkungen durch derartige Systeme zu erzielen. Wir hoffen, dass der Wasser Metro-Service auch auf andere Teile des Staates ausgeweitet wird“, sagte Jose Mathieckal, Leiter der IMO-Abteilung für Partnerschaft und Projekte.